# 蘭癖
蘭癖（らんぺき）は、江戸時代、蘭学に傾注したり、オランダ式（或は西洋式）の習俗を憧憬・模倣したりするような人を指した呼び名である。

## 蘭癖の出現
徳川吉宗の享保の改革により洋書輸入が一部解禁されたことから、江戸中期以降に最先端の技術知識として蘭学研究が盛んになった。同時に学問的な興味だけではなく、生活様式や風俗・身なりに至るまで、オランダ流（洋式）のものを憧憬し、模倣する者が現れるようになり、蘭語名を名乗る者まで現れた。
但し、江戸時代中期から後期にかけての史料においては「蘭癖」という語の使用例はいまだ多くない。幕末期に水戸藩等の攘夷派から「西洋かぶれ」の意でいわゆる蔑称として用いられる例が多くなり、明治時代以降に普及した語といえる。すなわち「鎖国」等と同様に、明治以降になって普及した後に、それ以前の「蘭癖」的人物もこの語で形容されるようになったものであろうと推測される。前述した通り、江戸末期においては学問の対象となる国はオランダとは限らないが、それも含めて「蘭癖」と呼ばれた。

### オランダ商館との関わり
吉雄耕牛・大槻玄沢らは1795年正月にオランダ正月と呼ばれる太陽暦で祝う正月行事等の西洋式習俗を恒例行事としてスタートした。
蘭癖の学者や武士は結託し、オランダ商館側とともに”自主的独立国家としてのオランダ”が存在しない事を日本国内で隠し続けた。滅亡していたはずのオランダ国旗をアメリカ船に掲げさせて入港させるなど、1815年にネーデルラント連合王国が建国するまでの、オランダ国が存在しない20年ほどの期間、他の日本人を欺いて日蘭貿易を偽装した（詳しくは黒船来航を参照）。ただしこの間の1808年（文化5年）、フェートン号事件が起きている。
このような蘭癖の存続と拡大は、日本国内の諸藩および庶民階級に至るまでの技術・学術（蘭方医学など）・文化（洋風画、秋田蘭画、長崎派など）に各種の影響を与えた。政治面でもたとえばオランダ商館長と最も密接な関係にあった薩摩藩主島津重豪の政治的画策を助けた。オランダ商館長であったヘンドリック・ドゥーフ著『日本回想録』によると、娘を将軍徳川家斉の正室として嫁がせることで幕府と薩摩藩を結合させ、諸侯を服従させようというものであったとされる。

### 身分・経済力
蘭書やオランダの文物・珍品は非常に高価であり、購入には莫大な経済力が必要だったため、「蘭癖」と称される人物には、学者よりも大商人や大名、上級武士などが多い。特に藩主の場合は「蘭癖大名」等と呼ばれる。殿様趣味の枠を超えて、自ら蘭学研究を行ったり、学問の奨励など、文化的な評価は高い反面、島津重豪を代表として蘭学趣味が高じて藩財政を窮地に陥れるなどの傾向も見られる（勿論例外もある）。
蘭癖大名の分布としては、主に九州の外様大名が多い。これはオランダに開かれた港・長崎が近く、蘭書や輸入品の入手が容易だったことと無縁ではないだろう。その点、関東に所領を持つ譜代大名の堀田正睦や出羽（秋田県）久保田藩主佐竹義敦などはかなり例外的である。
このような蘭癖大名の典型例として知られる代表的な人物として、シーボルトと直接交流のあった長崎警固を勤めた福岡藩主の黒田斉清や薩摩藩主・島津重豪が挙げられる。重豪の子である奥平昌高・黒田長溥や、曾孫の島津斉彬もまた、重豪の影響を受けたためかそれぞれ蘭癖大名と称されるほどであった。

### その後
明治維新および文明開化以降は、「西洋かぶれ」も珍しい物ではなくなりむしろ推奨された。よって特殊な趣味「蘭癖」と称されることもなくなった。

## 主な蘭癖の例

### 著名な蘭癖大名
- 細川重賢（熊本藩主、1721年 - 1785年）
- 島津重豪（薩摩藩主、1745年 - 1833年）
- 佐竹義敦（久保田藩主、1748年 - 1785年、曙山）
- 朽木昌綱（福知山藩主、1750年 - 1802年）
- 松浦静山（平戸藩主、1760年 - 1841年）
- 奥平昌高（中津藩主、1781年 - 1855年、島津重豪の次男）
- 黒田斉清（福岡藩主、1795年 - 1851年）
- 島津斉彬（薩摩藩主、1809年 - 1858年、島津重豪の曾孫）
- 堀田正睦（老中・佐倉藩主、1810年 - 1864年）
- 黒田長溥（福岡藩主、1811年 - 1887年、島津重豪の九男、黒田斉清の養子）
- 鍋島直正（佐賀藩主、1815年 - 1871年）
- 伊達宗城（宇和島藩主、1818年 - 1892年）

### 大名以外
- 司馬江漢（絵師。1747年 - 1818年）
- 熊谷義比（4代熊谷五右衛門。長州藩御用商人、1795年 - 1860年）
- 山片重芳（4代升屋平右衛門。大坂商人、仙台藩御用、山片蟠桃の主人、1764年 - 1836年）
- 渡辺崋山（三河田原藩家老、1793年 - 1841年）
- 三宅友信（三河田原藩主三宅康保の父、1806年 - 1886年）
- 江川英龍（幕臣。伊豆韮山代官、1801年 - 1855年）
- 村田政矩（佐賀藩家老、1812年 - 1872年）